# Crișeni (okręg Kluż)
Crișeni – wieś w Rumunii, w okręgu Kluż, w gminie Mociu. W 2011 roku liczyła 276 mieszkańców.